# Белеушері (комуна)
Белеушері (рум. Bălăușeri) — комуна у повіті Муреш в Румунії. До складу комуни входять такі села (дані про населення за 2002 рік):
- Агріштеу (785 осіб)
- Белеушері (1228 осіб) — адміністративний центр комуни
- Думітрень (545 осіб)
- Кенду (1511 осіб)
- Сенереуш (725 осіб)
- Філітелнік (270 осіб)

Комуна розташована на відстані 245 км на північний захід від Бухареста, 18 км на південний схід від Тиргу-Муреша, 92 км на південний схід від Клуж-Напоки, 109 км на північний захід від Брашова.

## Населення
За даними перепису населення 2002 року у комуні проживали 5064 особи.
Національний склад населення комуни:
| Національність | Кількість осіб | Відсоток |
| -------------- | -------------- | -------- |
| угорці         | 3404           | 67,2%    |
| румуни         | 905            | 17,9%    |
| цигани         | 742            | 14,7%    |
| німці          | 13             | 0,3%     |

Рідною мовою назвали:
| Мова      | Кількість осіб | Відсоток |
| --------- | -------------- | -------- |
| угорська  | 3479           | 68,7%    |
| румунська | 914            | 18,0%    |
| циганська | 660            | 13,0%    |
| німецька  | 11             | 0,2%     |

Склад населення комуни за віросповіданням:
| Релігія                                       | Кількість осіб | Відсоток |
| --------------------------------------------- | -------------- | -------- |
| реформати                                     | 2678           | 52,9%    |
| православні                                   | 1238           | 24,4%    |
| римо-католики                                 | 812            | 16,0%    |
| греко-католики                                | 97             | 1,9%     |
| п'ятдесятники                                 | 84             | 1,7%     |
| адвентисти                                    | 42             | 0,8%     |
| унітарії                                      | 37             | 0,7%     |
| лютерани (Синодально-пресвітеріанська церква) | 9              | 0,2%     |
| не релігійні                                  | 7              | 0,1%     |
| бретрени                                      | 4              | 0,1%     |
| лютерани                                      | 3              | 0,1%     |
| старообрядці                                  | 1              | < 0,1%   |
| атеїсти                                       | 1              | < 0,1%   |
| не вказали релігію                            | 4              | 0,1%     |